# Optymalizacja stron
Optymalizacja stron – dostosowanie (zoptymalizowanie) treści, kodu oraz grafik strony internetowej lub całego serwisu (witryny), pod określonym kątem.
W przypadku większości popularnych programów typu (CMS), optymalizację treści można przeprowadzić z ich poziomu. Optymalizacja kodu wymaga ingerencji w kod źródłowy HTML i CSS.

## Rodzaje optymalizacji

### Optymalizacja kodu
- objętość kodu
- zgodność ze standardami: prawidłowa walidacja w programach testujących
- indeksowanie przez wyszukiwarki internetowe: plik robots.txt

### Optymalizacja treści
- dostępność dla osób niepełnosprawnych: odpowiednie ułożenie kolejności (treść – menu – nagłówek)
- indeksowanie przez wyszukiwarki internetowe: odpowiednie zaznaczenie słów kluczowych, ustalenie hierarchii nagłówków, ustalenie gęstości występowania słów kluczowych
- użyteczność: uwypuklenie elementów istotnych, rozróżnienie elementów odrębnych logicznie

### Optymalizacja grafik
- objętość plików, w tym obrazów i zdjęć a także graficznych elementów strony internetowej
- właściwy format w zależności od typu grafiki: np. JPEG (kompresja stratna), PNG (kompresja bezstratna)
- skalowanie grafik

### Optymalizacja struktury i metadanych
- nagłówki: tagi <Hx> w HTML
- <meta> tagi: title i description